# Guichepiercing
Een guichepiercing is een piercing in de bilnaad of perineum. Deze piercings komen vaker voor bij mannen dan vrouwen. Een serie van guichepiercings of een guicheladder kan als verlenging van de frenumladder gezien worden. Deze piercing is erg verborgen, en wordt geplaatst voor genot of seksuele stimulatie. Ze kan na plaatsing verder gestretcht worden tot een diameter van meerdere millimeters.

## Sieraad
In deze piercing kan zowel een ringetje als een staafje (barbell) gedragen worden, of na stretching eventueel ook een dikker hol staafje of plug. De diameter ervan varieert van 1,6 mm tot bijvoorbeeld 10 mm, hoewel grotere versies ook bestaan. Het is ook mogelijk aan een ringetje tijdelijk een gewicht te koppelen voor extra seksuele stimulatie.

## Risico's
Aan deze piercing zijn geen speciale risico's verbonden, maar lokale irritatie of jeuk is mogelijk. Gezien de nabijheid van de anus is goede plaatselijke hygiëne vereist.